# Vilma Ripoll
Vilma Ana Ripoll (n. Firmat, Provincia de Santa Fe, 12 de abril de 1954) es una enfermera universitaria, política y diputada nacional argentina.
Es licenciada en enfermería por la Universidad Nacional de Rosario y se desempeña como enfermera de terapia intensiva en la Unidad Coronaria del Hospital Italiano de Buenos Aires.  
En el plano político, integra la conducción nacional del Movimiento Socialista de los Trabajadores – Nueva Izquierda (MST), organización de orientación morenista que forma parte del Frente de Izquierda y de los Trabajadores - Unidad (FIT-U).  
Asimismo, es una de las principales referentes de Juntas y a la Izquierda, la agrupación nacional de mujeres del MST Nueva Izquierda, desde donde impulsa campañas vinculadas a los derechos de las mujeres y diversidades, el feminismo socialista y la lucha por la legalización del aborto en Argentina.  

## Biografía
Comenzó su militancia en el movimiento estudiantil. Fue fundadora y primera presidente, en 1973, del Centro de Estudiantes de Enfermería de la Facultad de Medicina de la Universidad Nacional de Rosario, integrando el gobierno tripartito de dicha facultad.
Fue perseguida durante la última dictadura militar por su actividad en el PST (antecesor del MST) y en 1977 tuvo que exiliarse en Colombia. Allí trabajó como enfermera y participó en la formación del Sindicato Único de los Trabajadores de la Salud.
Entre 1989 y 1999 fue delegada general del Hospital Italiano. Es congresal nacional de la FATSA (Federación de la Sanidad) y candidata a secretaria adjunta por la Lista Bordó, de oposición a la conducción gremial de West Ocampo.
En 2000 fue elegida legisladora por el frente Izquierda Unida de la Ciudad de Buenos Aires por primera vez y reelecta en 2003. Un año después de su reelección renunció a su cargo para que otro compañero de fórmula Marcos Wolman pudiera participar de la legislatura, de acuerdo a una alianza entre el MST y el Partido Comunista. En las elecciones del 23 de octubre de 2005 se presentó como candidata a diputada en la Provincia de Buenos Aires por la alianza MST-UNITE, cargo para el que no resultó elegida.
Fue candidata a Presidente de la Nación en las elecciones de octubre de 2007, obteniendo el 0,76% de los votos.
En 2011 fue precandidata a diputada nacional del MST en Movimiento Proyecto Sur.
En 2015 compitió en las elecciones PASO para presidente como candidata a vicepresidenta acompañando en la fórmula a Alejandro Bodart. La fórmula Bodart-Ripoll no logró superar el piso del 1,5% de las primarias por lo cual no pudieron competir en las elecciones generales.
En el año 2023 fue candidata a vicepresidenta acompañando al presidente del Partido Obrero, Gabriel Solano pero perdieron la primaria del Frente de Izquierda y de Trabajadores - Unidad ante la fórmula Myriam Bregman - Nicolás del Caño.
En abril de 2025 Ripoll asumió una banca por el Frente de Izquierda en la Cámara de Diputados, continuando el mandato Mónica Schlotthauer de Izquierda Socialista tras su renuncia, siguiendo el acuerdo de rotación de bancas del FIT-U.